# Ottavio Gentile Oderico
Pour les articles homonymes, voir Odorico.
 (décembre 2020).
Si vous disposez d'ouvrages ou d'articles de référence ou si vous connaissez des sites web de qualité traitant du thème abordé ici, merci de compléter l'article en donnant les références utiles à sa vérifiabilité et en les liant à la section « Notes et références ».
Ottavio Gentile Oderico (né en 1499 à Gênes et mort en 1575 dans la même ville) est un doge de Gênes du 11 octobre 1565 au 11 octobre 1567.

## Biographie
Ottavio Gentile Oderico qui est le fils de Nicolò Oderico est né à Gênes en 1499. Son père exerce déjà pour la république diverses fonctions institutionnelles et d'arbitrage auprès du roi d'Espagne, de France ainsi qu'entre les factions nobles en révolte de la république de Gênes. Cet état de fait favorise la carrière politique d'Ottavio Gentile Oderico, médecin, qui est promu d'abord procureur de la République puis doge
La famille Oderico ajoute le nom Gentile après la création de l'albergo de la noblesse génoise instauré par l'amiral Andrea Doria lors de la réforme républicaine de 1528.
Ottavio Gentile Oderico membre de la noblesse nuova (nouvelle) contrairement au doge précédent Giovanni Battista Lercari issu de na noblesse vecchia (vieille) est élu le doge de la république de Gênes le 11 octobre 1565, 20e de la réforme biennale et 65e de l'histoire républicaine il assume la fonction jusqu'au 11 octobre 1567.

### Le doge

#### Controverse
Ottavio Gentile Oderico, médecin de formation, manque d'expérience pour la fonction car il n'a jamais exercé de fonctions institutionnelles significatives. Le choix du Conseil (193 votes sur 300) semble motivé par le caractère faible et malléable qui a fait l'unanimité des « nuovi »  et « vecchi » dont Giovanni Andrea Doria.
En effet, une situation semblable et « contrôlée » s'est déjà produite en 1547, quand un autre membre de la famille Gentile, Benedetto Gentile Pevere, a été élu doge par le bon vouloir d'Andrea Doria pendant la délicate période de la congiura dei Fieschi.

#### Action
Ottavio Gentile Oderico doit rapidement faire face au jugement des cinq « sindacatori » sur l'élection refusée de « procuratore perpetuo » (procurateur à vie) pour l'ancien doge  Giovanni Battista Lercari, contestée par ce dernier et qui se termine négativement en 1566 avec le doge Gentile qui ne put que l'entériner.
Peu de temps après, Lercari et Gentile se font de nouveau face au sujet de la sentence de peine de mort infligée au fils Giovanni Stefano Lercari, mandant d'une tentative d'homicide sur le sénateur et ancien doge Luca Spinola qui aboutit à l'assassinat par erreur d'Agostino Pinelli Ardimenti.  Giovanni Stefano Lercari est condamné à la décapitation, le doge Gentile chercha à adoucir la situation (dans les formes constitutionnelles qui lui permettent) en permettant au père Giovanni Battista Lercari d'assister son fils jusqu'à son exécution qui contrairement à l'usage a eu lieu au  torre Grimaldina du palais ducal en l'absence de tout public.
Parmi les autres faits saillants Ottavio Gentile Oderico dut s'occuper du Sampiero Corso et des effets néfastes qu'elle suscita en  Corse. Finalement ce fut le commissaire Francesco De Fornari accompagné de son fils de Sampiero, Alfonso D'Ornano, qui se rendirent sur l'île afin de négocier un traité de paix qui ne fut conclu qu'en 1569 grâce au commissaire Giorgio Doria considéré  beaucoup plus diplomate.
L'élection comme pape de Pie V fut propice pour le doge et le gouvernement génois pour la révision et la négociation de traités entre la république de Gênes et le Saint-Siège, une nouvelle donne mettant sur le même pied Gênes à la république de Venise. Le doge Gentile s'occupa en personne de certains traités proches de ses compétences philosophiques et scientifiques.
À la fin de son mandat, il accepte l'étude et les projets de l'ingénieur et moine dominicain Gaspare Vassori concernant la sauvegarde et l'extension du port de Gênes. Toutefois, l'échéance du mandat de doge mit un terme au projet Vassori qui ne fut pas accepté par les institutions de la république.

#### Retour à la vie active
Le mandat de doge se termine le 11 octobre 1567, Ottavio Gentile Oderico est nommé procuratore perpetuo et n'assume plus aucune autre fonction politique. Il se consacre à l'étude de la médecine et de la philosophie.
Ottavio Gentile est mort à Gênes en 1575 et est enterré dans la chapelle familiale de l’église San Domenico, démolie en 1826.

### Vie privée
Ottavio Gentile Oderico a eu un seul fils, Nicolò qui devint diplomate de la République et qui épousa Virginia Giustiniani Moneglia, pendant le dogat de son père, le  9 juillet 1566. Nicolò eut une fille unique entraînant l'extinction de la branche directe de la famille Gentile Oderico.

## Crédit d'auteurs
- (it) Cet article est partiellement ou en totalité issu de l’article de Wikipédia en italien intitulé « Ottavio Gentile Oderico » (voir la liste des auteurs).